# Andrei Belîi

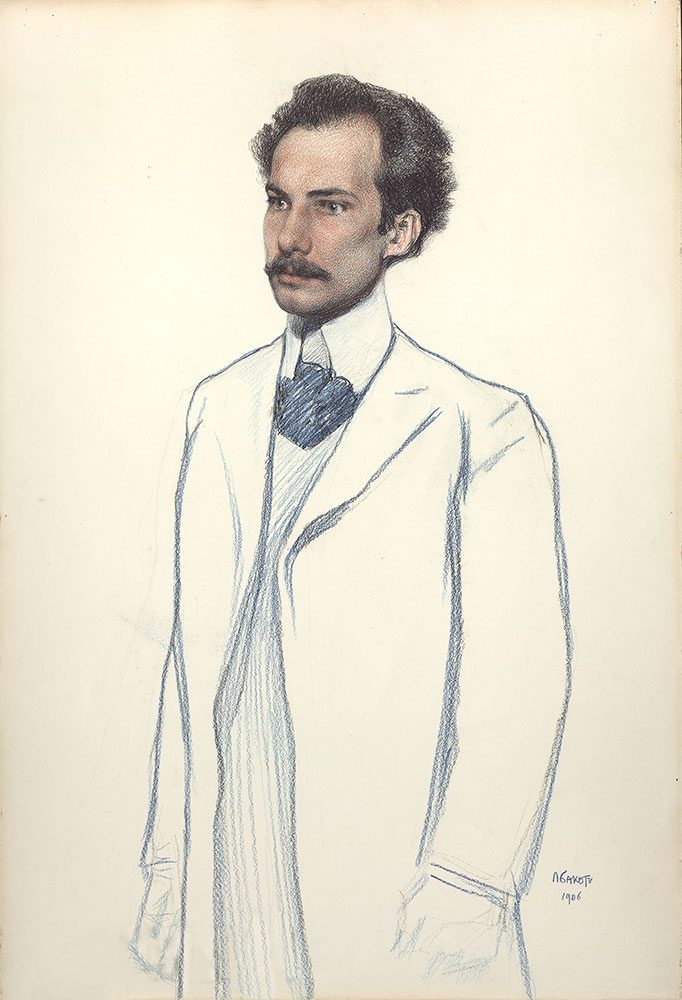
Portretul lui Andrei Belîi, realizat de Leon Bakst.

Andrei Belîi (în rusă Андрей Белый), pseudonimul literar al lui Boris Nikolaevich Bugaev (n. 26 octombrie(14 octombrie pe stil vechi), 1880, m. 8 ianuarie, 1934), a fost un romancier, poet, teoretician și critic literar rus. Romanul său profund răscolitor Petersburg este considerat de Vladimir Nabokov unul din cele patru mari romane ale secolului al XX-lea.
Boris Bugaev s-a născut într-o familie profund intelectuală. Tatăl său, Nikolai Bugaev, a fost un matematician de vârf considerat fondatorul școlii moscovite de matematică. Mama sa nu era doar foarte inteligentă, ci era și cunoscută ca o frumoasă a societății mondene fiind ținta unui considerabil număr de bârfe. Tânărul Boris era un om de spirit universal interesat deopotrivă de matematică, muzică, filozofie și literatură. Va fonda mai târziu atât mișcarea simbolistă rusă, cât și școala rusă de neokantianism.
Nikolai Bugaev era bine-cunoscut pentru eseurile sale filozofice foarte influente, în care deplângea influența geometriei și a probabilității, și trâmbița virtuțile analizei matematice exacte. În ciuda sau poate datorită afinităților matematice ale tatălui său, Boris Bugaev era fascinat de probabilitate și în mod special de entropie, concept la care face referire frecvent în lucrări cum ar fi Kotik Letaev.
Opera lui Andrei Belîi a fost influențată de mai mai multe școli literare, în special de simbolism la dezvoltarea căruia a contribuit la rândul său . Creațiilor literare ale lui Belîi le sunt specifice un puternic misticism precum și un anume fel de muzicalitate capricioasă. Influența considerabilă a vocii sale literare asupra scriitorilor ruși (și chiar asupra muzicienilor) a fost comparată cu impactul operei lui James Joyce în literatura engleză. Noutatea efectelor sale sonore a fost de asemenea comparată cu muzica inovativă a lui Charles Edward Ives.
Romanul simbolist Petersburg (1916; 1922) este considerat capodopera lui Belîi. În această carte memorabilă Belîi folosește tehnica evocării culorilor prin sunete. Acțiunea se petrece în atmosfera oarecum isterică a unui Sankt Petersburg de sfârșit de veac pe fundalul revoluției ruse din 1905. În măsura în care se poate spune că romanul tratează un anume subiect, acesta ar putea fi soarta nefericitului Nikolai Apollonovici, angrenat în politica revoluționară și care primește sarcina de a asasina un înalt oficial guvernamental care se dovedește a fi chiar tatăl său. Nikolai este urmărit mereu prin cețurile de nepătruns ale Sankt Petersburg-ului de sunetul copitelor faimoasei statui ecvestre de bronz a lui Petru cel Mare.
În anii săi de mai târziu Belîi a fost influențat de antroposofia lui Rudolf Steiner și a devenit mai târziu prietenul lui Steiner.
S-a spus despre Belîi că a prezis în Petersburg după unii, autobiografic, izbucnirea în 1917 a revoluției ruse, ascensiunea totalitarismului și a terorismului politic și chiar apariția teoriei haosului.
Belîi a avut o influență majoră asupra teatrului lui Vsevolod Meyerhold.

## Opera
- 1902 Simfonia a II-a, Dramatica
- 1904 Nordica, sau Prima––Eroica
- 1904 Aur în azur (poezie)
- 1905 Întoarcerea--A Treia
- 1908 Cupa furtunilor--A Patra
- 1909 Cenușă
- 1909 Urnă (poezie)
- 1910 Simbolism (critică/teorie literară)
- 1910 Pajiștea verde (critică literară)
- 1910 Porumbelul de argint (roman)
- 1911 Arabescuri (critică literară)
- 1914 Kotik Letaev (roman bazat pe copilăria sa)
- 1916 Petersburg (Ed. Univers?)
- 1917 Revoluție și cultură
- 1918 Hristos a Înviat (poezie)
- 1922 Amintiri despre Blok
- 1922 "Glossolalia" (Un poem despre sunet)
- 1922 Prima întâlnire (poezie)
- 1926 Excentricul din Moscova (I-a parte a trilogiei romanești)
- 1926 Moscova sub asediu (II-a parte a trilogiei romanești)
- 1927 Chinezul botezat
- 1931 Măști (III-a parte a trilogiei romanești)
- 1930 La granița a două secole (I-a parte a trilogiei memorialistice)
- 1933 Începutul secolului (II-a parte a trilogiei memorialistice)
- 1934 Între două revoluții (III-a parte a trilogiei memorialistice)
- 1934 Ritmul ca dialectică în „Călărețul de bronz” (critică literară)
- 1934 Măiestria lui Gogol (critică literară)